# Gare de Landquart
La gare de Landquart (en allemand Landquart) est une gare ferroviaire suisse de la ligne CFF à voie normale de Sargans à Coire et des lignes RhB à voie métrique de Landquart à Davos-Platz et de Landquart à Coire. Elle est située à proximité du centre de la localité principale de la commune de Landquart, région de Landquart dans le canton des Grisons.
C'est une gare des Chemins de fer fédéraux suisses (CFF) et des Chemins de fer rhétiques (RhB), desservie par les trains de la ligne S12 du réseau express régional saint-gallois.

## Situation ferroviaire
Établie à 504 mètres d'altitude, la gare de Landquart est située au point kilométrique (PK) 12,32 de la ligne de Sargans à Coire (no 905), entre les gares ouvertes de Maienfeld et de Coire.

## Histoire
La gare de Landquart est mise en service le 1er juillet 1858, par la Compagnie de l'Union-Suisse, lorsqu'elle ouvre à l'exploitation la « ligne du Rhin » entre Rheineck et Coire,.
Elle devient une gare d'échange entre la voie normale et la voie étroite en 1889 avec l'ouverture de la section de Landquart à Klosters, prolongée en 1890 jusqu'à Davos. La section de Landquart à Coire est mise en service en 1896.

## Service des voyageurs

### Accueil
Gare CFF / RhB, elle dispose d'un bâtiment voyageurs, avec guichets et salle d'attente, ouvert tous les jours. On y trouve notamment une agence de voyages, une consigne à bagages et un service des objets trouvés. Elle est équipée d'automates pour l'achat de titres de transports. C'est une gare accessible aux personnes à la mobilité réduite.

### Desserte
Landquart est une gare voyageurs du Réseau express régional saint-gallois (RER/S-Bahn), desservie par des trains de la ligne S12 :  Sargans - Coire.

### Intermodalité
Un parc pour les vélos et un parking pour les véhicules y sont aménagés.